# Usines britanniques de l'ombre

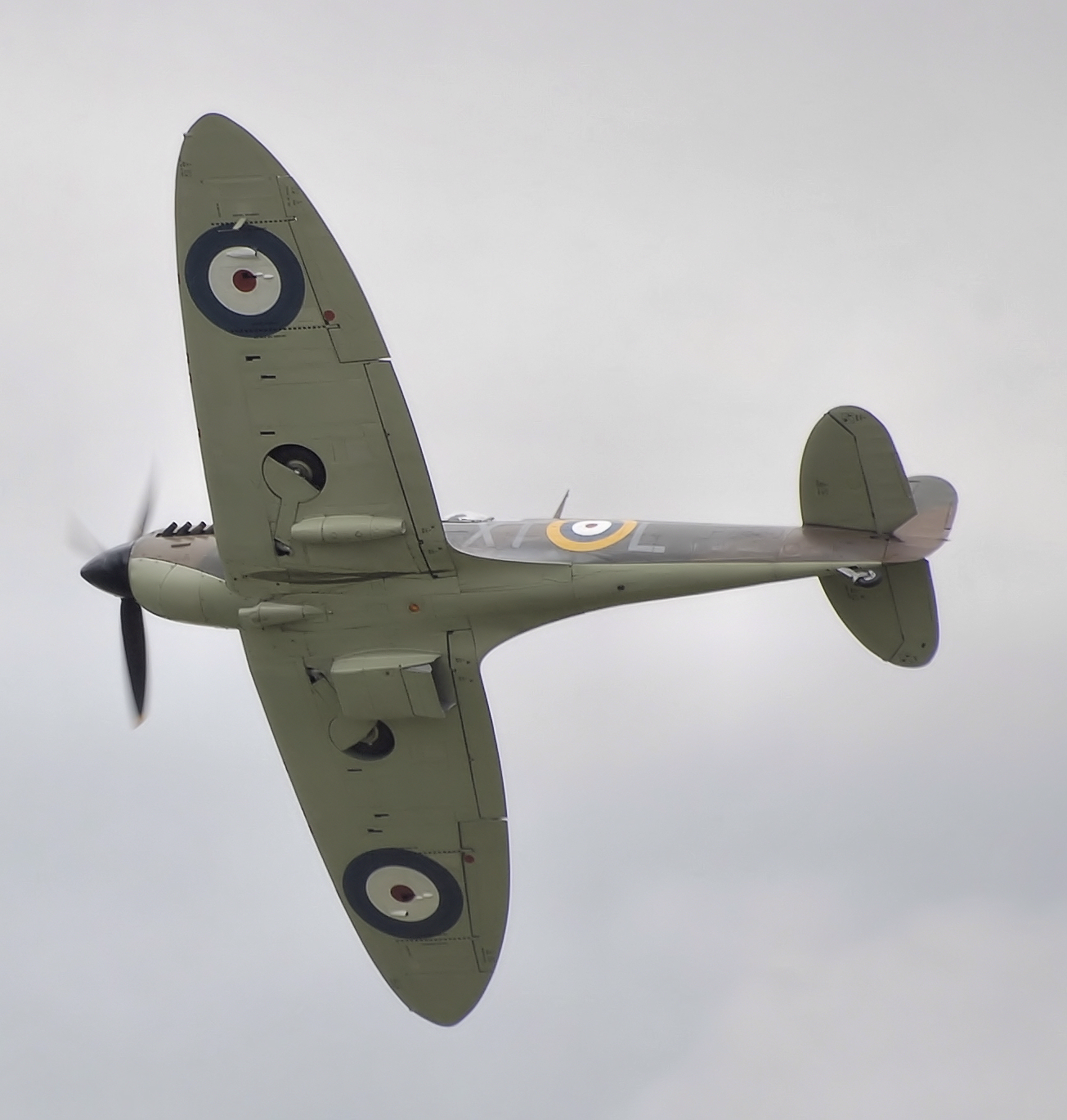
Spitfire Mark IIa que l'on croit être le 14e avion construit à Castle Bromwich.

Les usines britanniques de l'ombre (shadow factories) furent le résultat du plan de l'ombre (shadow scheme), conçu en 1935 par le gouvernement britannique en préparation de la Seconde Guerre mondiale, dans l'objectif de créer rapidement de nouvelles capacités de production pour produire plus d'avions, ceci en utilisant les équipements, le personnel et la technologie de l'industrie automobile.
La traduction « de l'ombre » est celle retenue historiquement mais, contrairement à ce qui est souvent compris et cru, la notion n'est pas utilisée au sens de secret : des usines « de l'ombre » furent même au programme de visite d'Erhard Milch, administrateur en chef de la Luftwaffe, en 1937. Le terme shadow est plutôt à comprendre au sens de : dans la suite, dans le sillage, sous le patronage... Il serait peut-être plus juste de parler d'usines « à l'ombre », « dans l'ombre » ou « qui seraient l'ombre » de l'industrie automobile. 
La direction de la Production aéronautique fut formée en mars 1936 avec la responsabilité de fabriquer des carlingues d'avions et des moteurs, les équipements associés et l'armement. Le projet fut dirigé par Herbert Austin et développé par le ministère de l'Air sous le nom de projet plan de l'ombre. Sir Kingsley Wood prit la responsabilité de l'opération en mai 1938, à la suite de sa nomination en tant que secrétaire d'État à l'Air, succédant à lord Swinton.
Un grand nombre d'usines furent construites, d'une dizaine opérationnelles juste avant le début de la guerre, à 175 en février 1944, une partie étant dans les dominions. Ce grand nombre participait aux mesures de dispersion conçues pour réduire le risque d'un effondrement total de la production en cas de bombardement d'une installation centralisée. 

## But et Utilisation
Il était impossible pour ces installations d'être secrètes, même si elles furent camouflées dès le début des hostilités. Elles produisaient du matériel de guerre dans des installations intégrées à « l'ombre » d'usines d'industrie automobile afin de faciliter le transfert de technologie vers la construction aéronautique et furent gérées en parallèle sous contrôle direct de l'industrie automobile, moyennant une substantielle prime de gestion, dans des installations dispersées. Le Général Erhard Milch, administrateur en chef de la Luftwaffe, visita à nouveau à l'automne 1937 les nouvelles « usines de l'ombre » de Birmingham et Coventry, les avions de la RAF et les aérodromes,.

### Arrière-plan
Jusqu'à la mi-1938, le Ministère de l'Air fut dirigé par Lord Swinton. Le Premier Ministre Neville Chamberlain le contraignit à démissionner en raison du manque de progrès dans le réarmement de la Royal Air Force, résultat de l'obstruction organisée par le vieillissant Lord Nuffield. Les fonctionnaires de Swinton posèrent à leur nouveau patron, Sir Kingsley Wood, une série de questions informelles qu'ils posaient depuis 1935 à Morris Motors concernant les moteurs d'avion et la capacité de production de l'usine de Cowley à Oxford. Il fut décidé que les moteurs spécialisés à haut rendement requis par la RAF seraient fabriqués par Armstrong Siddeley, Bristol Aeroplane, Napier et Rolls-Royce, qui employaient tous un grand nombre de sous-traitants. En dépit de leurs nouvelles usines, les protestations de Wolseley Aero Engines (Nuffield) et Alvis se firent entendre mais furent ignorées, leurs produits n'étant plus nécessaires. Les moteurs furent dès lors définis par les concepteurs d'avions. Nuffield se rendit au rendez-vous de Wood pour recevoir l'usine de Castle Bromwich (en), mais après deux ans de mauvaise gestion pas un Spitfire n'était sorti de Castle Bromwich en mai 1940. Castle Bromwich fut retiré à Nuffield et placé sous l'aile de Vickers.

### Mise en œuvre
Le plan comportait deux parties :
- Le développement de neuf nouvelles usines. Le gouvernement construirait et équiperait les usines. Les entreprises automobiles furent invitées à acquérir de l'expérience dans la fabrication de pièces de moteur afin que les nouvelles usines puissent atteindre immédiatement la pleine production en cas de déclaration de guerre[8].
- Des extensions de complexes industriels afin de permettre une commutation plus facile vers la production d'avions ou l'expansion de la capacité de production.

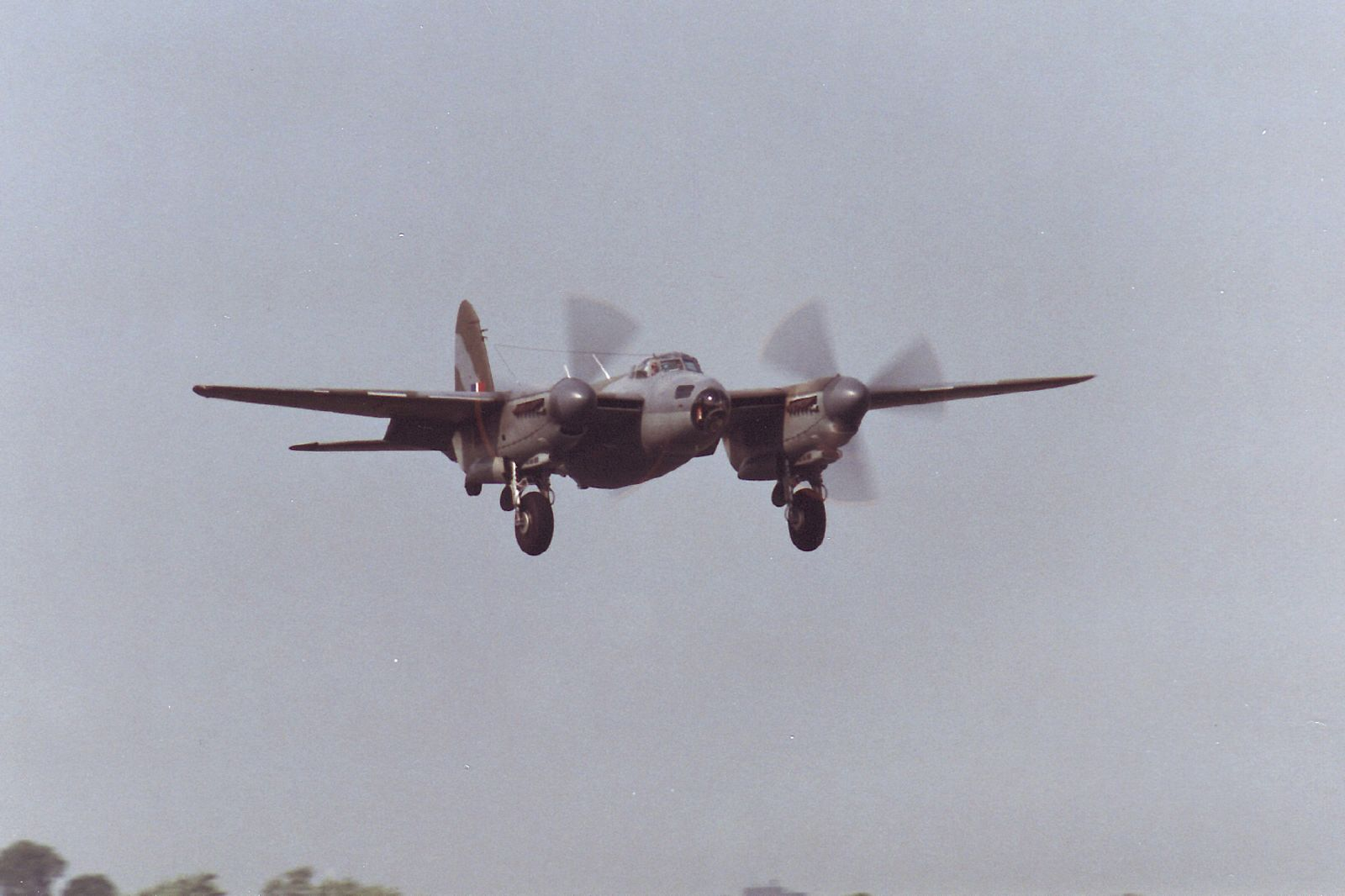
De Havilland Mosquito
Standard Motor Co, Canley et Herts.

Le gouvernement finança la construction de ces nouvelles installations de production sous forme de subventions et de prêts. La clé de ce plan étaient les produits et les plans de Rolls-Royce, dont le Moteur Merlin équipait bon nombre des principaux avions élaborés par le Ministère de l'Air, ainsi que ceux du moteur Hercules de Bristol Aeroplane. Bristol ne permit pas aux usines de l'ombre de construire des moteurs complets, mais uniquement des pièces. Austin fut l'exception.
Les premiers fabricants choisis pour les moteurs de l'ombre furent Austin, Daimler, Humber (Rootes Securities), Singer, Standard, Rover et Wolseley,. Nuffield retira Wolseley du contrat et Singer s'avéra être en grave difficultés financières.

#### Les bâtiments
Wood confia l'ensemble de la mise en œuvre du projet à la Direction des Usines du Ministère de l'Air, nommant Herbert Austin à la tête de cette initiative, la plupart des installations étant développées à côté d'usines de véhicules automobiles, et Charles Bruce Gardner aux liaisons techniques avec l'industrie de l'aéronautique. La toute nouvelle usine de Castle Bromwich (en), appelée à produire 1000 Supermarine Spitfire neufs pour la RAF à la fin de 1940, fut confiée à Lord Nuffield, mais en mai 1940, la responsabilité lui fut retirée et transmise à Vickers.
Les bâtiments s'étendaient jusqu'à 2 000 pieds (610 m), éclairés soit par des toits en verre, soit par des ouvertures « north-light » (en), c'est-à-dire laissant passer la lumière du jour uniquement du côté des façades au nord, non directement soumises aux rayons du soleil, procurant ainsi une lumière tamisée. Les immeubles administratifs étaient en brique et dans la mesure du possible face à une route principale. Ces bâtiments étaient extrêmement adaptables et restèrent dans le paysage industriel Britannique pendant plus de 50 ans. L'un des plus importants fut le Cofton Hackett chez Austin à Longbridge, commencé en août 1936. De 1 530 pieds (470 m) de long et de 410 pieds (120 m) de large, la structure couvrait une superficie de 20 acres (de 81 000 m2). Par après, on ajouta un hangar de construction de carlingues d'avions de 15 acres (61 000 m2) et ensuite un hangar de vol de 500 pieds (150 m) par 190 pieds (58 m).

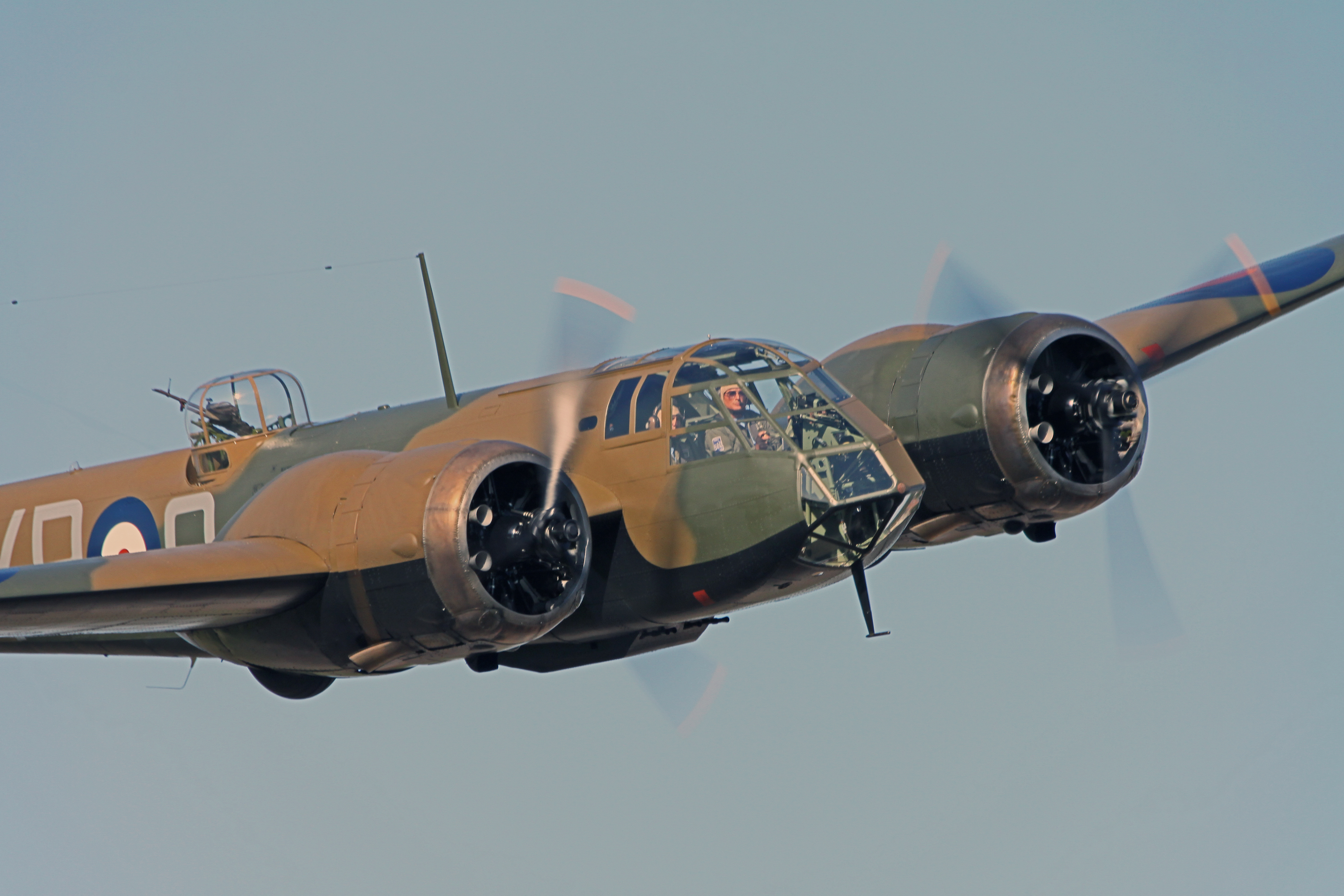
Bristol Blenheim
Rootes Blythe Bridge et Speke.

Les nouveaux bâtiments étaient des modèles d'efficacité. Ils avaient de larges et claires passerelles, un bon éclairage et ils étaient libres de transmissions et de courroies. Les cinq usines de l'ombre à Coventry produisaient toutes des pièces du moteur d'avion Bristol Mercury dès la fin octobre 1937. En janvier 1938, deux usines produisaient des carlingues d'avion complètes. En juillet 1938, le premier bombardier entièrement assemblé dans une usine de l'ombre (Austin) s'envola devant Sir Kingsley Wood, Secrétaire d'État de l'Armée de l'Air. Il fut dit que huit de ces usines produisant des pièces d'avion étaient à Coventry (et ses alentours) en février 1940.
Alors que le projet avançait, et après la mort d'Austin en 1941, la Direction des Usines du Ministère de l'Air, sous les auspices du Ministère de la Production d'Avions (MAP), prit graduellement en charge la construction des bâtiments nécessaires pour la production d'avions. Au début de 1943, les fonctions de la direction des Usines du Ministère de l'Air furent transférées au Ministère des Travaux publics.
Écosse
Il y eut trois vagues de construction d'usines de l'ombre, seule la troisième et plus petite d'entre elles concerna l'Écosse, l'usine de Hillington produisant des moteurs Rolls-Royce Merlin. L'usine Ferranti à Edimbourg fut gardée secrète.
Dans l'Empire
Des projets similaires furent introduits au Canada, en Australie, en Nouvelle-Zélande et en Afrique du Sud.

## Liste des usines de l'ombre (incomplète)
| Localisation                           | Gestionnaire pour le Ministère de la Production D'Avions | Usage original                           | Production de guerre | Aujourd'hui                                                                                          |
| -------------------------------------- | -------------------------------------------------------- | ---------------------------------------- | --- | --- |
| Acocks Green, sud de Birmingham        | Rover Aero                                               | Potager de marché de la famille Westwood | Pièces du moteur radial Bristol Hercules                                                                                         | Réaménagé en logements                                                                               |
| Banner Lane, Coventry                  | Standard Aero No. 2                                      | Terrain de Golf                          | Bristol Hercules chemises pour moteur radial,                                                                                    | Tracteurs Ferguson puis Massey Ferguson. Fermé en 2002. Logements.                                   |
| Blythe Bridge, Staffordshire           | Rootes Securities                                        |                                          | Blenheim, Beaufort, Beaufighter                                                                                                  | Usine qui fabriquait des cuisinières Indesit jusqu'en décembre 2007                                  |
| région de Bolton, Lancashire           | de Havilland                                             |                                          | Hélices d'avions | |
| Browns Lane, Coventry                  | Daimler                                                  | Fermages                                 | Moteurs d'avions, Sous-ensembles d'avions                                                                                        | Jaguar Usine de Browns Lane - actuellement logements                                                 |
| Burtonwood, Warrington                 | Fairey Aviation                                          |                                          | Assemblage et Modifications d'avions Américains importés                                                                         | |
| Canley-Fletchamstead Hy, Coventry      | Standard Aero No. 1                                      | Terres libres sur le site de Standard    | Bristol Beaufighter De Havilland Mosquito                                                                                        | Démolition après fermeture de la Standard Motor Company en 1980. Actuellement logements.             |
| Canley-Fletchamstead Hy, Coventry      | H M Hobson                                               | Terres libres sur le site de Standard    | Carburateurs pour moteurs d'avion                                                                                                | Démolition après fermeture de la Standard Motor Company en 1980. Actuellement logements.             |
| Castle Bromwich, West Midlands         | Nuffield Organization, puis Vickers                      | Fermage                                  | 11 989 Supermarine Spitfires, Avro Lancaster                                                                                     | Dunlop Research Centre, Fisher and Ludlow — Acier Embouti, Jaguar                                    |
| Christchurch, Hampshire                | Airspeed                                                 |                                          | Airspeed Oxford | |
| Clifton near Manchester                | Magnesium Elektron                                       |                                          | Alliages au magnésium | |
| Cofton Hackett, East Works, Longbridge | Austin                                                   | Fermages à Groveley Lane                 | Moteurs d'avion Bristol Mercury et Pegasus Production d'avions - Fairey Battle, Stirling, Avro Lancaster, bombardiers Wellington | Transformé en logements                                                                              |

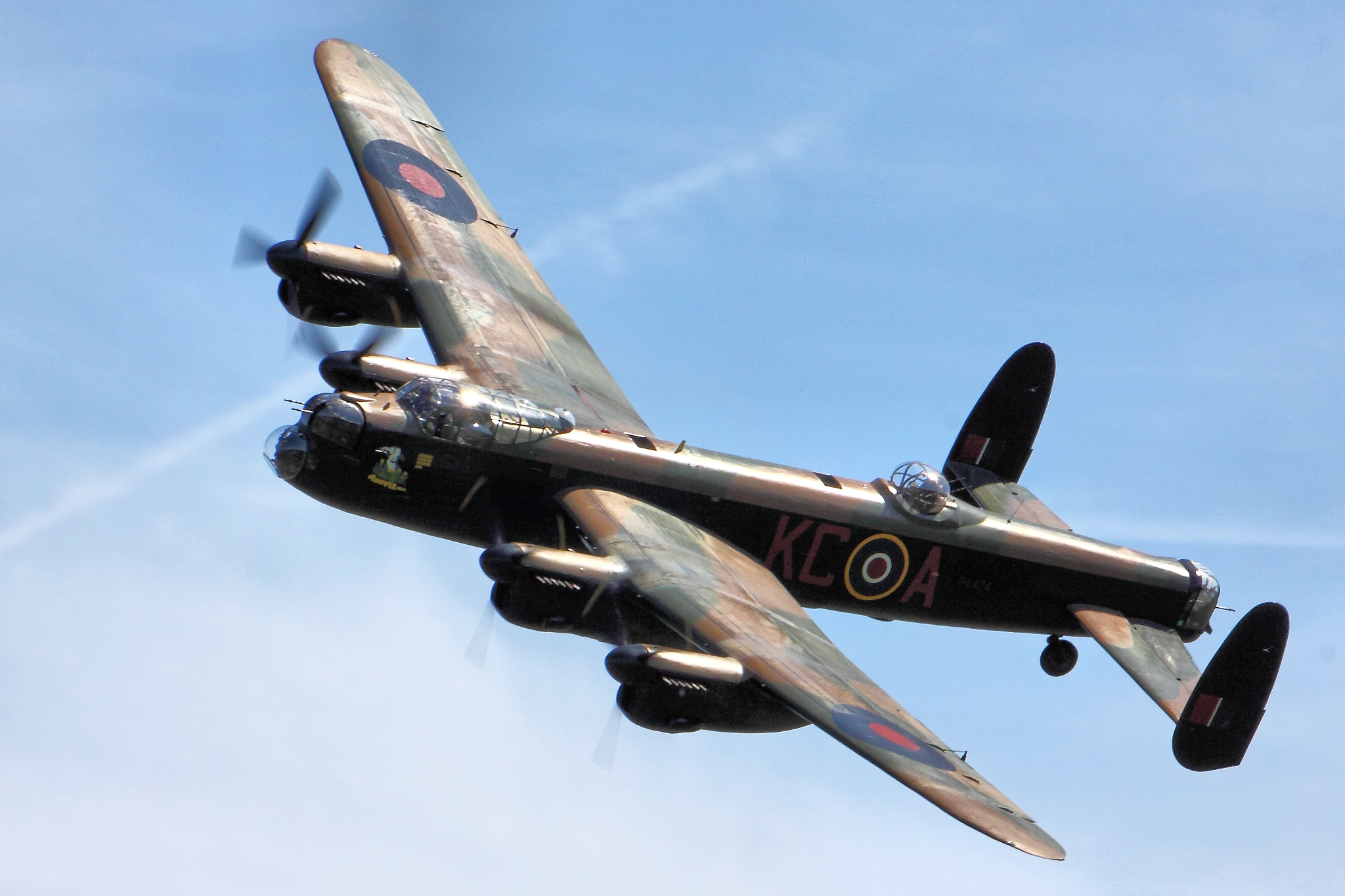
Avro Lancaster, produit à
Cofton Hackett et Castle Bromwich.

| Coventry, Stoke Aldermoor Lane         | Humber                                                   |                                          | Moteurs d'avion | |
| Crewe, Cheshire                        | Rolls-Royce                                              | Fermages                                 | Rolls-Royce Merlin | Bentley Crewe                                                                                        |
| Cwmbran, Galles du Sud                 | Lucas Industries                                         | Fermages                                 | Tourelles d'avion | |
| Distington, Cumbria                    | High Duty Alloys Ltd                                     | Fermages                                 | Pièces d'avion en Hiduminium | Abandonné                                                                                            |
| Errwood Park, Stockport                | Fairey Aviation                                          |                                          | Beaufighters puis bombardiers Halifax                                                                                            | |
| Drakelow Tunnels, Kidderminster        | Rover Company                                            | Collines                                 | Fabrication de pièces pour Bristol Hercules et Rolls-Royce Merlin                                                                | Préservé en tant que site de la guerre froide                                                        |
| Hillington, Glasgow                    | Rolls-Royce                                              | Fermages                                 | Rolls-Royce Merlin | Fermeture en 2005, redéveloppé en site industriel                                                    |
| Meir, Staffordshire, Stoke-on-Trent    | Rootes Securities                                        | Terrain d'aviation                       | Assemblage des Harvard et modifications des Mustang                                                                              | Aérodrome, maintenant logements                                                                      |
| Ryton, sud est de Coventry             | Humber                                                   | Fermages                                 | Moteurs d'avion | Usine automobile, maintenant redéveloppée.                                                           |
| Lode Lane, Solihull                    | Rover                                                    | Fermages                                 | Pièces pour moteur radial Bristol Hercules                                                                                       | Usine Land Rover de Solihull                                                                         |
| Speke Airport, Lancashire              | Rootes Securities                                        | Aérodrome                                | Bombardiers lourds Bristol Blenheim et Handley Page Halifax                                                                      | Pneus Dunlop, chaussures, balles de golf et de tennis, actuellement redéveloppé en zone industrielle |
| Staverton, Gloucestershire             | Dowty Rotol                                              | Aérodrome                                | Hélices à pas variable | Rotol Gloucester Airport                                                                             |
| Trafford Park, Manchester              | Ford                                                     | Usine de montage des moteurs Derelict    | Rolls-Royce Merlin | Usages industriels modernes                                                                          |
| Willesden, North London                | Freestone and Webb                                       | Carrosseries                             | Bords d'attaque des ailes des Spitfire                                                                                           | Logements                                                                                            |
| Woodstock Mill, Oldham, Lancashire     | H M Hobson                                               | Usine de coton                           | Carburateurs de moteurs d'avion                                                                                                  | Centre de Distribution                                                                               |

## Stratégie de dispersion
Le Livre Blanc sur la Défense publié en février 1937 révéla que des mesures avaient été prises pour réduire le risque d'attaque aérienne sur les sources de fournitures essentielles, qui aurait été un coup de grâce, et ce même au prix d'un certain chevauchement, par la construction de nouvelles usines satellite qui permirent de décongestionner les zones encombrées et également de créer de l'emploi dans des régions en difficulté. Il y avait encore des zones de fort chômage.

### Le London Aircraft Production Group
En parallèle des usines de l'ombre, le London Aircraft Production Group (LAPG) fut créé en 1940 en combinant la gestion des usines et des ateliers de Chrysler à Kew, Duple, Express Motor & Bodyworks Limited, Park Royal Coachworks et London Transport. La principale activité du groupe fut la production des bombardiers Handley Page Halifax de la RAF, de munitions, de pièces d'armes à feu, de véhicules blindés et de pièces de rechange pour véhicules. Le groupe était dirigé par London Transport à partir de leurs locaux à Chiswick, Aldenham Works et la nouvelle implantation De Havilland à Leavesden, Hertfordshire, qui était une grande usine construite dans ce but et un aérodrome (les deux construction furent autorisées le 10 janvier 1940) pour la production, l'assemblage et les essais en vol des bombardiers Halifax.
En raison de la haute priorité accordée à la production d'avions, de nombreux travailleurs sans expérience ou formation furent dirigés vers l'aviation, avec plus de la moitié de la main-d'œuvre de sexe féminin. À son apogée, la LAPG comptait 41 usines ou sites, 600 sous-traitants, et employait 51 000 personnes, produisant un avion par heure. Le premier Halifax à sortir de la LAPG fut livré en 1941, et le dernier, nommé London Pride, en avril 1945.

### Suites des initiatives
Le concept des usines de l'ombre, en particulier leur résistance aux bombardements, amenèrent d'autres secteurs clés de la production militaire à établir leurs propres plans de dispersion :
- Alvis avait 20 sites dans seule la ville de Coventry, produisant des véhicules et des armes[39]. Peu après la destruction totale de leur usine en 1940, Alvis exploitait huit usines dispersées et réussit à reprendre les livraisons les plus importantes. Ils se virent attribuer neuf autres usines dispersées, après de nouvelles attaques, et après Pearl Harbour, à la fin de 1941, Alvis organisa, équipa et géra une nouvelle usine de l'ombre destinée à fabriquer des moyeux d'hélices à pas variable[40].
- Rover géra et contrôla six usines de l'ombre au nom du Gouvernement tout en continuant à faire tourner ses propres dix-huit usines dispersées[41].
- Le Birmingham Small Arms Company Limited contrôlait à elle seule pendant la guerre 67 usines à Small Heath.

## Liste des usines dispersées (incomplète)

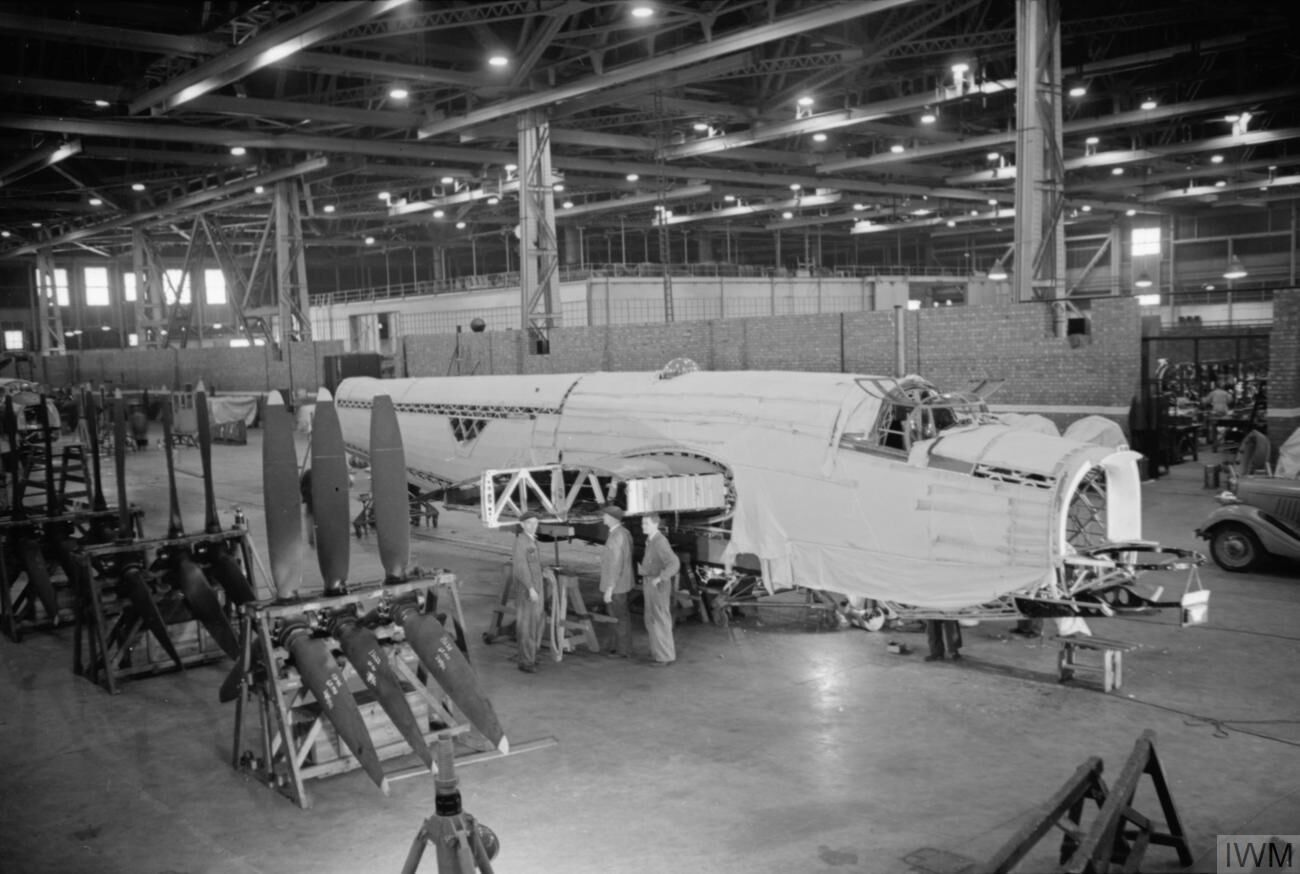
Un bombardier Wellington en cours de construction chez Vickers à Hawarden, près de Chester, le 1er juin 1942

| Localisation                         | Propriétaire              | Usage Original           | Production de guerre                                     | Aujourd'hui                                                                                            |
| ------------------------------------ | ------------------------- | ------------------------ | -------------------------------------------------------- | --- |
| Axminster, Devon                     | Axminster Carpets         | Tapis                    | Pompes à étrier                                          | Tapis                                                                                                  |
| Blackpool, Lancashire                | Vickers                   | RAF Squires Gate         | Bombardiers                                              | Blackpool International Airport                                                                        |
| Belfast, Irlande du Nord             | Short & Harland           |                          | Bombardiers et Hydravions                                | Short Brothers                                                                                         |
| Birmingham                           | Fisher and Ludlow         |                          |                                                          | |
| Broughton, Flintshire                | Vickers                   | Fermages                 | Production d'avions                                      | Airbus Industrie, Broughton                                                                            |
| Cheltenham, Gloucestershire          | Smiths Instruments        |                          | Horloges et montres                                      | [ 43 ]                                                                                                 |
| Distington, Cumbria                  | High Duty Alloys Ltd      | Fermages                 | Pièces d'avion en Hiduminium                             | Abandonné                                                                                              |
| Edinburgh                            | Ferranti                  |                          | Assemblages électriques, optiques et mécaniques          | Ferranti                                                                                               |
| Grantham, Lincolnshire               | BMARC                     | Fermages                 | Canon Hispano-Suiza 20 mm                                | Redeveloppé                                                                                            |
| Hawarden, Flint                      | Vickers                   | Fermages                 | Bombardiers Wellington                                   | Airbus Industrie, Broughton                                                                            |
| Hawthorn, Box and Corsham, Wiltshire | Bristol Aeroplane Company | Carrière, Pierre de Bath | Prévu pour moteurs d'avion, mais usage réduit            | Devint le quartier général de guerre du gouvernement, fermé en 2005.                                   |
| Hawthorn, Corsham, Wiltshire         | BSA                       | Carrière, Pierre de Bath | Mitrailleuse Browning 1919                               | Abandonné comme RAF Rudloe Manor                                                                       |
| Hednesford, Staffordshire            |                           |                          | Roulements à rouleaux                                    | Fafnir Bearing                                                                                         |
| East Lancashire Road, Liverpool      | Napier & Son              |                          | Moteurs d'avion Napier et Sabre                          | English Electric, puis zone industrielle                                                               |
| Linwood, Paisley Écosse              | Beardmore                 | Fermages                 | Aciers spéciaux pour canons                              | Aciers Emboutis, puis usine Nord de Rootes Group (Hillman)                                             |
| non révélé Manchester?               | Cossor                    |                          | Tubes cathodiques pour Radar                             | |
| Newcastle-under-Lyme, Staffordshire  | BSA                       | Fermages                 | Canon de 20 mm Hispano-Suiza                             | Redéveloppé                                                                                            |
| Newtown, Powys, Pays de Galles       | Accles & Pollock          | Fermages                 | Acier tubulaire, carlingues d'avion, barillets de canons | Zone industrielle                                                                                      |
| Northampton, (Duston)                | British Timken            | Fermages                 | Roulements à rouleaux                                    | Ouvert en 1941, fermé en 2002 - a déménagé en Pologne. Le site fut démoli et remplacé par du logement. |
| Shaw, Oldham Lancashire              | GEC                       |                          | Tubes cathodiques de Radar, instruments                  | |
| Stonehouse (Gloucestershire)         | Sperry Gyroscope Co. Ltd  | Usine Textile            | Gyroscopes et instruments                                | Zone industrielle                                                                                      |
| Stonehouse (Gloucestershire)         | Hoffmann Ball Bearings    | Fermages                 | Roulements à billes pour moteurs d'avion                 | Zone industrielle                                                                                      |
| Swaythling, Hampshire                | Cunliffe-Owen Aircraft    | Fermages                 | Pièces du Supermarine Spitfire                           | Usine Ford de Southampton                                                                              |
| South Marston, Swindon, Wiltshire    | Plessey                   |                          | Composants électriques                                   | Plessey                                                                                                |
| Treforest, Galles du Sud             | Smiths Instruments        |                          | Bougies KLG                                              | |
| Tubney Wood, Oxfordshire             | Nuffield Mechanisation    |                          | Canons Bofor                                             | |
| Weston-super-Mare, Somerset          | Bristol Aeroplane         |                          | Beaufighter                                              | |
| Yeadon, Leeds, Yorkshire             | Avro                      |                          | Avro York                                                | Aéroport international de Leeds-Bradford                                                               |
| Ystradgynlais, Galles du Sud         | Smiths Instruments        |                          | Horloges et montres                                      | |

## Mesure
En juin 1939, la réponse à une question au parlement fut : « 31 usines de l'ombre sont terminées ou en cours de construction. Le Ministère de l'Air est responsable de 16 d'entre elles et, de ces 16, 11 tournent à plein rendement ». À ce moment un grand nombre de moteurs d'avion et d'avions Bristol étaient produits dans des usines de l'ombre, propriétés du Gouvernement et dans les Dominions et autres pays étrangers.
En février 1944, le Parlement fut informé qu'il y avait 175 agences de gestion et usines de l'ombre.

## Entrées du catalogue d'Archives nationales
Les informations relatives au plan et aux usines de l'ombre peuvent être trouvées parmi les documents et séries descriptives de listes de codes de titres détenus par Les Archives Nationales. Pour l'ensemble des références (y compris les usines de l'ombre allemandes) voir le Catalogue ci-dessous :
| Référence du Catalogue  | description                                                                                         |
| ----------------------- | --------------------------------------------------------------------------------------------------- |
| AIR 19/1-10             | Plans de l'ombre et les usines, 1935-1940                                                           |
| AIR 20/2395 AIR 20/2396 | Plans des usines de l'ombre                                                                         |
| AIR 2, code 6/2         | Production d'avions, usines de l'ombre                                                              |
| AVIA 15, code 25/1      | Usines en général                                                                                   |
| AVIA 15, code 25/5      | Usines de l'ombre                                                                                   |
| T 161/1070              | L'assurance des biens de l'état gérés ou maintenus par des entrepreneurs privés , Usines de l'Ombre |
| T 161/1156              | Bancaire : comptes bancaires des usines de l'ombre                                                  |